# Den nezávislosti (film)
Den nezávislosti (v originále Independence day) je americký dobrodružný sci-fi film německého režiséra Rolanda Emmericha, který se také podílel na scénáři spolu s hlavním scenáristou Deanem Devlinem. Film získal Oscar za vizuální efekty a nominaci za zvukové efekty. V roce 2016 vyšlo pokračování nazvané Den nezávislosti: Nový útok, které neuspělo po finanční stránce a obdrželo převážně negativní hodnocení kritiků.
Film je rozdělen do několika dějových linií, které spolu zpočátku zdánlivě nijak nesouvisí, ale na konci se propojí. Zahrálo si zde mnoho známých herců, například Will Smith (v českém znění Michal Dlouhý) jako kapitán Steven Hiller, Bill Pullman (v českém znění Pavel Soukup) jako americký prezident Thomas J. Whitmore a Jeff Goldblum (v českém znění Pavel Trávníček) jako technik David Levinson.

## Děj
Dne 2. července 1996, obrovská mimozemská mateřská loď, která má jednu čtvrtinu hmotnosti Měsíce, vstoupí na oběžnou dráhu Země. Vypustí menší kosmické lodě talířového tvaru o průměru 24 kilometrů, které se začnou vznášet nad velkými městy a základnami. David Levinston (Jeff Goldblum), což je satelitový technik MIT, dekóduje mimozemský signál, který vysílají prostřednictvím zemských satelitů, a zjistí, že je to odpočet do koordinovaného útoku. Díky své bývalé manželce Constance Spanové (Margaret Collin), jež pracuje v Bílém domě, se Levinston se svým otcem Juliem (Judd Hirsch) dostane do Oválné pracovny a varuje prezidenta Thomase J. Whitmora (Bill Pullman), že mimozemšťané jsou nepřátelští. Whitmore vydá příkaz k hromadné evakuaci z velkých měst, mezi něž patří New York, Los Angeles a Washington, ale je příliš pozdě; odpočet dosáhne nuly a lodě aktivují své zbraně na bázi energetických paprsků, kvůli čemuž zabíjí miliony lidí. Whitmore, Levinston a ostatní uprchnou o vlásek na palubě Air Force One, jelikož mimozemšťané zničí Bílý dům.
Následujícího dne, mezinárodní vůdcové dávají rozkaz k útoku na mimozemské lodě. Ať používají letadla či rakety, proti lodím nic nezmůžou, jelikož jsou chráněny silovými poli. Mezitím kapitán Steven Hiller (Will Smith), pilot námořní pěchoty letky VMFA-314 vyláká mimozemský stíhač do uzavřených prostor Grand Canyonu, kde sice obětuje své letadlo, ale zasáhne mimozemský stíhač, díky čemuž spadne na zem. Živého mimozemšťana z tohoto stíhače uhodí do bezvědomí, zabalí ho do padáku a vezme jej s sebou. Přidá se ke koloně přeživších s bývalým pilotem Russelem Cassem (Randy Quaid). Společně dopraví mimozemšťana do nedaleké Oblasti 51, kde je i Whitmore, Levinston a ostatní. Od ministra obrany Alberta Nimzickiho (James Rebhorn) zjistí, že už zde mimozemšťané byli – jeden z jejich stíhačů havaroval roku 1947 u Roswellu. A právě v Oblasti 51 uchovali onen stíhač a tři mrtvoly mimozemšťanů.
Když vědec Oblasti 51, dr. Brackish Okun (Brent Spiner) zkoumá mimozemšťana, dojde k nehodě. Vetřelec se probudí a zaútočí. Telepaticky mluví prostřednictvím Okuna. Ten jim řekne, že nejlepší bude, když celé lidstvo vymře. Zároveň však mimozemšťan psychicky zaútočí na Whitmora. Ten spatří vize, v němž mimozemšťané cestují z planety na planetu, z nichž vybírají zdroje, a tím ničí veškerý život na povrchu. Okun propadne do kómatu a zdejší ochranka mimozemšťana zabije. Neochotně povolují jaderný útok na mimozemskou loď nad Houstonem, ale kvůli silovému poli loď nijak nepoškodí.
Následujícího dne, tedy 4. července, Levinston zjistí, že klíčem k poražení vetřelců je deaktivace jejich silového pole. Zjistí, že se dá deaktivovat pomocí počítačového viru. Rozhodne se použít jeden z mimozemských stíhačů, na jejichž palubě je jaderná bomba. Plán je jednoduchý. Nahraje virus do mateřské lodi a uvnitř odpálí atomovou bombu. Dobrovolně se přihlásí i Hiller. Zároveň Whitmore začne připravovat piloty i dobrovolníky, včetně Casse, na bitvu, jelikož se k Oblasti 51 přibližuje jedna z lodí, která se chystá Oblast 51 zničit.
Všichni se připraví. Propukne bitva, při níž deaktivují silová pole mimozemšťanů. Mají v plánu použít ničivé hlavice. Neúspěšně použijí téměř všechny kromě poslední. Tu má na palubě stíhačky Casse. Když loď začne připravovat svoje dělo pro zničení Oblasti 51, Casse vletí přímo do děla, tudíž se obětuje. Mimozemskou loď tím úspěšně zničí. Mezitím Levinston a Hiller nepozorovaně vletí do mateřské lodě. Zde nechají atomovou bombu, kterou odpálí a těsně odletí z vybuchující mateřské lodi. Všichni lidé po celém světě ničí pomocí počítačového viru mimozemské lodě. Levinston a Hiller opět přistanou v Oblasti 51, kde všichni, včetně Hillerovy rodiny, pozorují trosky mateřské lodi, které hoří v atmosféře. Hiller řekne synovi, že mu splnil jeho přání o ohňostroj. Lidstvo úspěšně porazilo mimozemšťany.

## Obsazení
| Will Smith       | kapitán Steven Hiller        |
| Jeff Goldblum    | David Levinson               |
| Bill Pullman     | prezident Thomas J. Whitmore |
| Vivica A. Fox    | Jasmine Dubrow               |
| Mary McDonnell   | první dáma Marilyn Whitmore  |
| Margaret Colin   | Constance Spano              |
| Judd Hirsh       | Julius Levinson              |
| Mae Whitman      | Patricia Whitmore            |
| Robert Loggia    | generál William Grey         |
| James Rebhorn    | Albert Nimzicki              |
| Randy Quaid      | Russell Casse                |
| Harvey Fierstein | Marty Gilbert                |
| Adam Baldwin     | major Mitchel                |
| Brent Spiner     | doktor Brackish Okun         |
| James Duval      | Miguel Casse                 |
| Lisa Jakub       | Alicia Casse                 |

## Dabing
Michal Dlouhý – Will Smith (kapitán Steven Hiller)

Pavel Soukup – Bill Pullman (prezident Thomas J. Whitmore)

Pavel Trávníček – Jeff Goldblum (David Levinson)

Vlasta Žehrová – Mary McDonnell (Marilyn Whitmore)

Stanislav Fišer – Judd Hirsch (Julius Levinson)

Bohumil Švarc – Robert Loggia (generál William Grey)

Miroslav Saic – Randy Quaid (Russell Casse)

Zlata Adamovská – Margaret Colin (Constance Spano)

Ladislav Županič – James Rebhorn (Albert Nimzicki)

Pavel Šrom – Harvey Fierstein (Marty Gilbert)

Jiří Schwarz – Adam Baldwin (major Mitchell)

Vlastimil Zavřel – Brent Spiner (Dr. Brackish Okun)

Michal Jagelka – James Duval (Miguel Casse)

Lucie Kožinová – Vivica A. Fox (Jasmine Dubrow)

Nikola Votočková – Lisa Jakub (Alicia Casse)

Jakub Hemala – Ross Bagley (Dylan Dubrow)

Adéla Draxlerová – Mae Whitman (Patricia Whitmore)

## Zajímavosti
- Natáčení filmu trvalo pouhých 72 dní.
- Jako u mnoha filmů 20th Century Fox má i Den nezávislosti své tajné označení na boxech s filmem- Dutch 2.
- Vivica Fox získala díky tomuto filmu cenu MTV za nejlepší filmový polibek roku.
- Podle filmařů herci Jeff Goldblum, Will Smith a Judd Hirsch při dialozích často improvizovali.
- Willa Smitha tento film velmi proslavil a zahrál si po něm v mnoha dalších akčních filmech.
- Při natáčení bylo použito ohromné množství miniatur v trikových záběrech (ničení měst, Bílého domu…).
- Americký prezident Bill Clinton si objednal soukromou projekci filmu, které se účastnili režisér Emmerich, scenárista Devlin a filmový režisér Pullman.
- I když měl film rozpočet pouhých 75 milionů dolarů, v USA vydělal přes 306 milionů dolarů a celkově přes 817 milionů dolarů.
- Den nezávislosti v mnoha drobnostech odkazuje na různé filmy, například na film Vesmírná Oddysea (pozdrav na Davidově počítači), Jurský park nebo Hvězdné války.